# Воронин, Пётр Иванович
Пётр Иванович Воронин (6 января 1924 года, село Чернитово — 23 декабря 1974 года, Новосибирск) — русский советский писатель. Член СП СССР.

## Биография
В 1940 году поступил в Московский институт философии, литературы и истории.
Участник Великой Отечественной войны, ушёл на фронт добровольцем. Был дважды ранен — в 1943 и 1944 году, после второго ранения демобилизован. Работал литсотрудником городской газеты в Комсомольске-на-Амуре, учился в Хабаровском педагогическом институте, работал в краевой газете «Тихоокеанская звезда», был редактором краевой молодёжной газеты.
Окончил пединститут заочно. С 1952 года жил в Новосибирске, работал собственным корреспондентом «Комсомольской правды», а с 1953 года — сотрудником редакции журнала «Сибирские огни». В 1960 году тяжело заболел, в 1961 — перенёс сложную операцию на мозге, в 1968 — вторую. Больничные впечатления стали основой его автобиографической книги «Хочу жить!».
Автор большого числа очерков, рассказов, нескольких романов. Первая большая публикация — роман «В дальней стороне» (1953). Написал научно-фантастическую повесть «Прыжок в послезавтра» (1970), посвящённую сравнительно недалекому коммунистическому будущему человечества.

## Сочинения
Романы
- В дальней стороне (1953)
- Пришла любовь (1960)
- Хочу жить! (1966)

Повести
- Легенда о Синеглазке (1964)
- Прыжок в послезавтра (1970)
- Одержимость (1975)

Рассказы
- Говорящая рыба (1954)
- Находка (1954)
- Первая победа (1954)
- Про Васю (1956)

Публицистика
- Весна в Казаткуле (1954)
- Трудное хозяйство: очерк (1954)
- Разговор о любви: очерк (1956)
- Гордое призвание человека: очерк (1960)
- Преодоление слабости: записки о воспитании (1973)